# Margaret Butler
Pour les articles homonymes, voir Butler.
Margaret Mary Butler, née à Greymouth le 30 avril 1890 et morte le 4 décembre 1947 à Wellington, est une sculptrice et aquarelliste néo-zélandaise. 

## Biographie
Élève d'Antoine Bourdelle et de l’École des arts de Wellington, elle expose à la Wellington New Zealand Academy (1918-1922), au Wembley Palace of Art de Londres (1923), à la Société nationale des beaux-arts à Paris (1927), au Salon des artistes français (1927-1928) et au Salon des Tuileries (1927-1928). Ses sculptures les plus connues sont Sir William Hall Jones et Tête de femme (1929). 
Elle meurt d'un cancer à Wellington le 4 décembre 1947.